# الجدعاء
الجدعاء قرية سعودية، ومركز يقع في جنوب حصاة قحطان التابع لمحافظة الرين.  